# Joseph Hewes
Joseph Hewes (Princeton, 23 gennaio 1730 – 10 novembre 1779) è stato un politico statunitense.

## Biografia
Fu l'unico segretario della marina statunitense ai tempi del Congresso Continentale, fu uno dei firmatari più famosi della Dichiarazione di indipendenza degli Stati Uniti d'America (per quanto riguarda lo Stato della Carolina del Nord, al pari di William Hooper e John Penn).
I suoi genitori appena dopo il matrimonio si stabilirono nello Stato del New Jersey. Studiò al college e terminato il suo percorso scolastico iniziò a lavorare come apprendista di un mercante locale. Non si sposò e non lasciò eredi.